# In the Evening
«In the Evening» es una canción de la banda británica de rock Led Zeppelin escrita por John Paul Jones, Jimmy Page y Robert Plant incluida en su álbum de 1979 In Through The Out Door. La canción tiene un sonido de sintetizador de Jones, respaldado por un repetido riff de guitarra de Page.
La pieza tiene una prolongada sección introductoria con una guitarra distorsionada de Page, además se puede apreciar a Page utilizando un arco de violín para crear un efecto de zumbido.
Para crear el efecto de golpe antes del solo de guitarra, se utilizó un efecto similar al de un Gizmotrón para aumentar la distorsión, este efecto es muy similar al que Page usó al interpretar Dazed And Confused en vivo durante 1973, también esta es una de las pocas ocasiones en que Page utiliza su Fender Stratocaster modelo Whammy bar.
La creación de la canción se puede acreditar en gran parte al bajista y teclista John Paul Jones, ya que durante la grabación del disco Jimmy Page y el baterista John Bonham se presentaban a trabajar muy de noche al estudio.
La canción fue interpretada en vivo en los dos conciertos de 1979 en Knebworth y durante toda la gira europea de 1980. Una versión interpretada en Knebworth se puede hallar en el Led Zeppelin lanzado en 2004, además Robert Plant versionó la canción para la gira de su disco Now And Zen. Page y Plant tocaron la canción algunas veces para su gira en 1996
- Datos: Q3149725